# 工业园街道
工业园街道，是中华人民共和国甘肃省酒泉市肃州区下辖的一个乡镇级行政单位。

## 行政区划
工业园街道下辖以下地区：
解放路社区。